# Oronothrotes furvus
Oronothrotes furvus är en insektsart som beskrevs av Leo L. Mishchenko 1951. Oronothrotes furvus ingår i släktet Oronothrotes och familjen Pamphagidae. Inga underarter finns listade i Catalogue of Life.